# Lampides tiglath
Lampides tiglath är en fjärilsart som beskrevs av Hans Fruhstorfer 1921. Lampides tiglath ingår i släktet Lampides och familjen juvelvingar. Inga underarter finns listade i Catalogue of Life.